# Protochauliodes cascadius
Protochauliodes cascadius är en insektsart som beskrevs av Evans 1984. Protochauliodes cascadius ingår i släktet Protochauliodes och familjen Corydalidae. Inga underarter finns listade i Catalogue of Life.